# Lituania en los Juegos Paralímpicos de París 2024
Lituania estuvo representada en los Juegos Paralímpicos de París 2024 por nueve deportistas, cinco mujeres y cuatro hombres.

## Medallistas
El equipo paralímpico lituano obtuvo las siguientes medallas:
| Nombre            | Deporte | Evento              |
| ----------------- | ------- | ------------------- |
| Oro               |         |                     |
| —                 |         |                     |
| Plata             |         |                     |
| —                 |         |                     |
| Bronce            |         |                     |
| Osvaldas Bareikis | Judo    | –73 kg J2 masculino |